# Furanokumarin

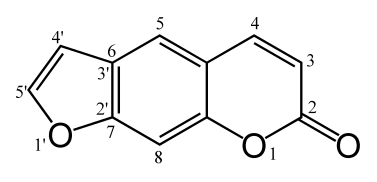
Fotoaktivní furanokumarin psoralen

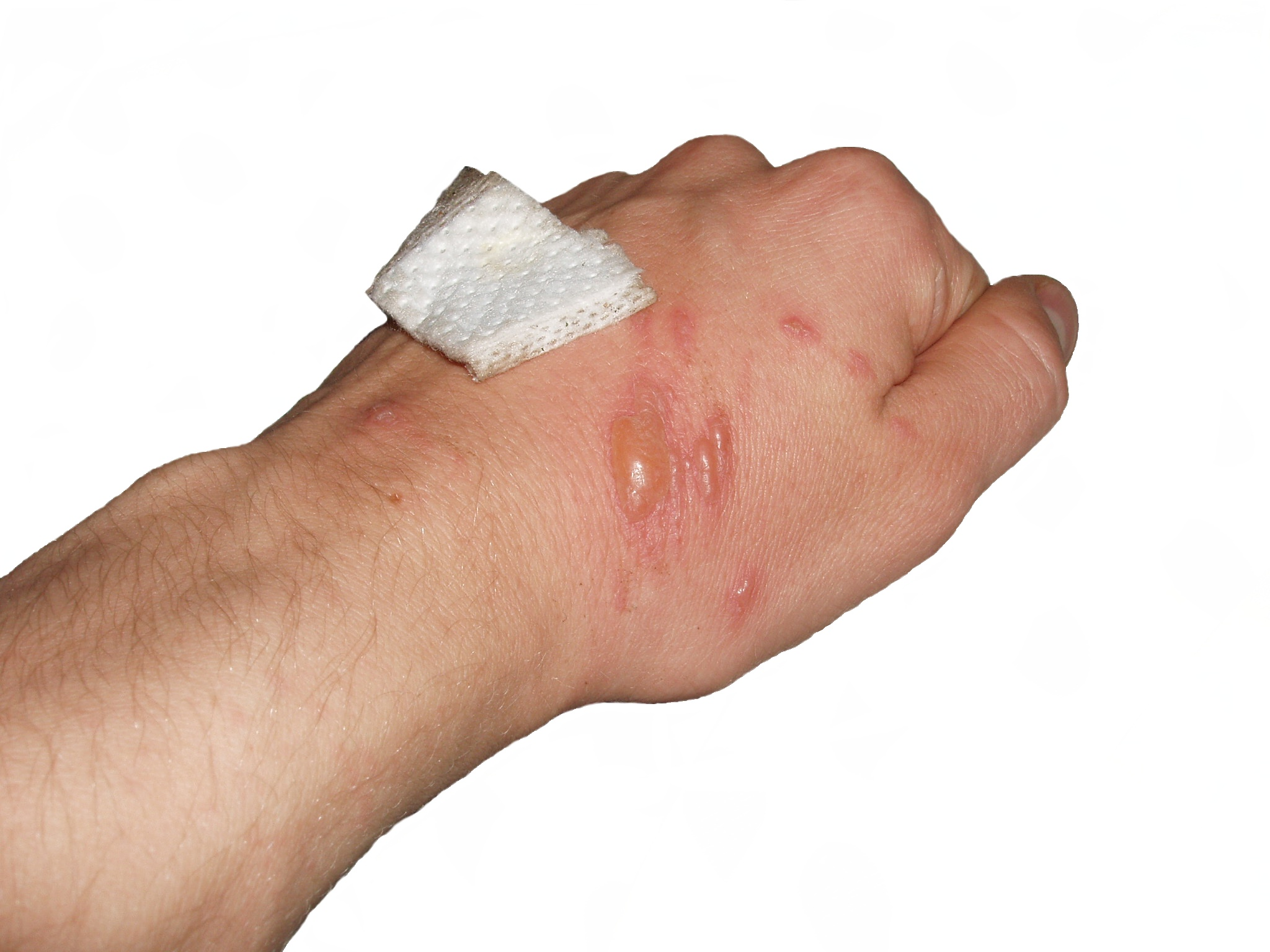
Fotodermatitida vyvolaná bolševníkem Sosnowského

Furanokumariny (též furokumariny) jsou přírodní obranné látky (toxiny) obsažené především v rostlinách z čeledí miříkovité (Apiaceae) a routovité (Rutaceae). Existuje mnoho různých furanokumarinů s toxickými účinky pro bakterie, houby či živočichy včetně savců a ryb.
Některé z furanokumarinů jsou fotoaktivní, tzn., jejich toxický účinek je zesílen působením UV záření. Celkem dobře je vědecky popsán účinek furanokumarinů na DNA, nicméně některé novější studie poukazují rovněž na interakce některých furanokumarinů s proteiny a lipidy.

## Léčebné účinky
Skupina furanokumarinů zvaná psoraleny se používá při léčbě lupénky a vitiliga. Toto léčebné využití má dlouhou historickou tradici již od starého Egypta.

## Výskyt furokumarinů v přírodě
Mezi rostliny s významným zastoupením furanokumarinů patří například celer nebo limetka. Celer obsahuje několik fotoaktivních kumarinů jako například psoralen nebo bergapten. Je znám nejméně jeden případ[zdroj?], kdy byla odrůda celeru stažena z trhu, protože se ukázalo, že v průběhu šlechtění došlo k zhruba osminásobnému zvýšení obsahu psoralenu, což vedlo k závažným kožním onemocněním u zemědělských dělníků, kteří se zmíněnou odrůdou přišli do přímého kontaktu.
Značné množství fotoaktivních furanokumarinů obsahují také zástupci rodu bolševník, zejména pak bolševník velkolepý, který způsobuje těžké a obtížně léčitelné kontaktní fotodermatitidy (vyrážky a puchýře).